# Franciszkanie reformaci
Franciszkanie reformaci, również Bracia Mniejsi Ściślejszej Obserwancji – wewnętrzna frakcja Zakonu Braci Mniejszych.

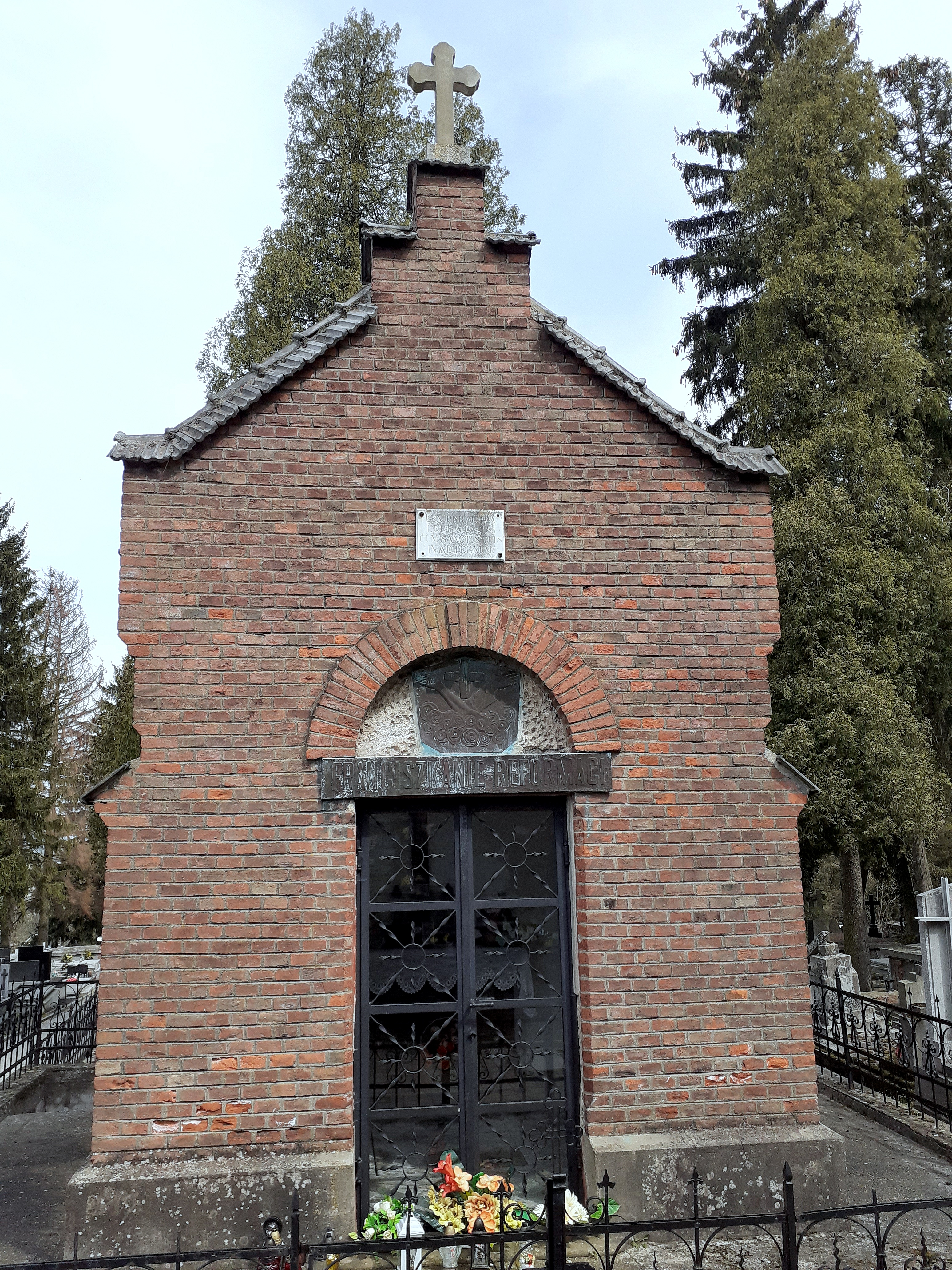
Kaplica grobowa franciszkanów reformatów na Cmentarzu Głównym w Przemyślu

Wyrosła w XVI w. na fali licznych ruchów odnowy w tym zakonie. Reformaci nigdy nie byli odrębnym zakonem lecz, podobnie jak alkantarzyści i rekolekci, posiadali swoją autonomię i własne statuty, które miały im pomóc w zachowaniu specyficznej duchowości i surowszego stylu życia. Tworzyli także odrębne prowincje. W Polsce wykształciły się cztery prowincje reformackie: prowincja małopolska Matki Bożej Anielskiej, prowincja wielkopolska świętego Antoniego, prowincja ruska Matki Bożej Bolesnej i prowincja pruska Wniebowzięcia NMP. Reformaci obecni byli także na Śląsku – reformacka prowincja św. Jadwigi na Śląsku. Pozostawali jednak cały czas pod zwierzchnictwem tego samego generała co reszta obserwantów. Papież Leon XIII 4 października 1897 konstytucją apostolską „Felicitate quadam” zniósł wszystkie odrębności w Zakonie Braci Mniejszych. Odtąd cały zakon posiada jednolite ustawodawstwo. Obecnie w Polsce już tylko sporadycznie używa się nazwy − reformaci.